# Corsetier
Cet article possède un paronyme, voir Jacques Corsetier.

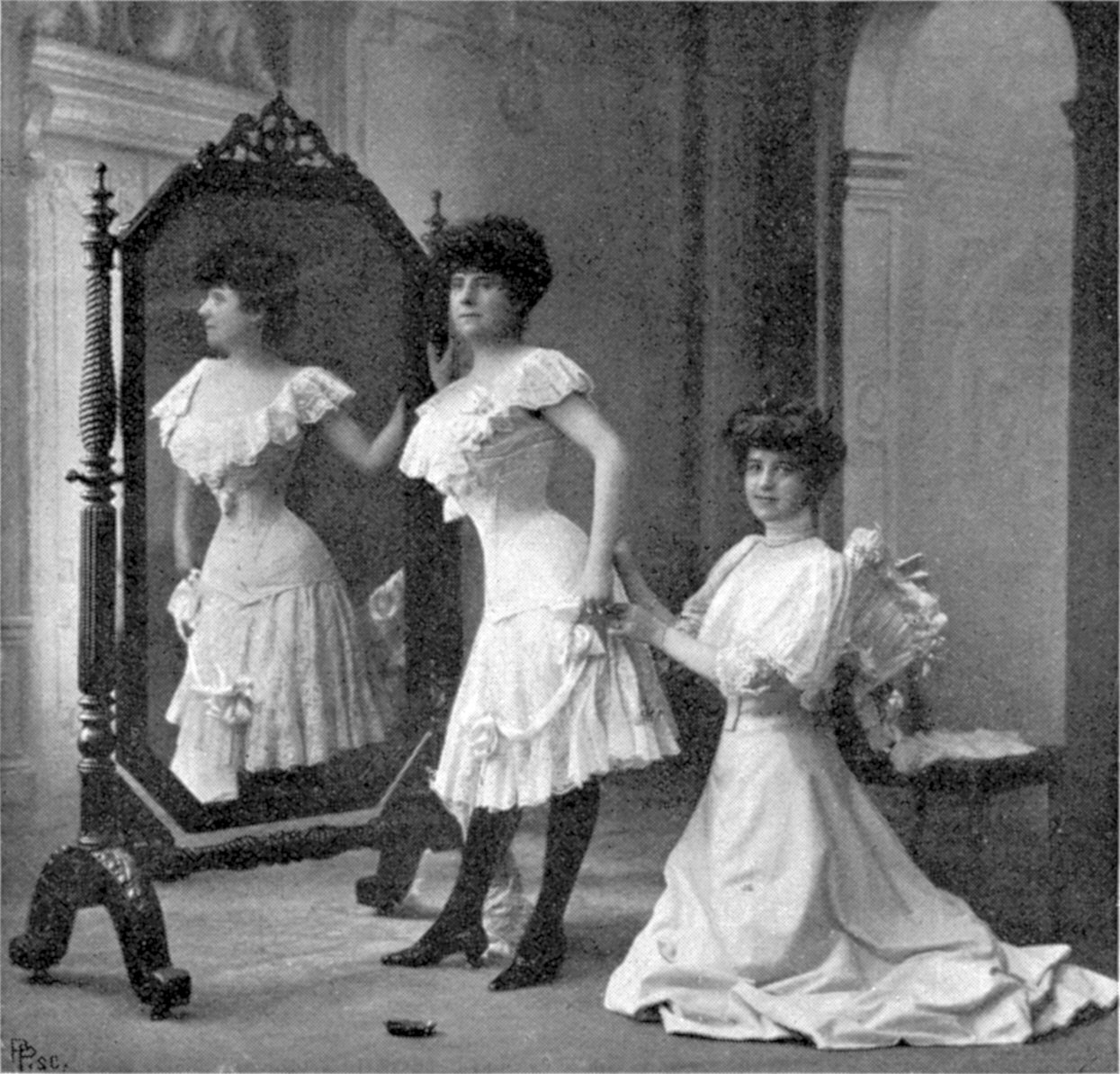
Intérieur de la boutique d'une corsetière 1906. Paris.

Le corsetier (féminin : corsetière) est un couturier spécialisé dans la fabrique des corsets.
Le savoir-faire de la corseterie est reconnu par son inscription à l'Inventaire du patrimoine culturel immatériel en France.

## Histoire
Ce métier existe depuis le XVIe siècle, et s'est rapidement organisé en corporation. On appelait alors les corsetiers « tailleurs de corps » (corps, ou corps à baleines, étant le premier nom du corset). À l'origine, ce métier était exclusivement masculin, puis il s'est ouvert aux femmes à partir de 1675. L’Encyclopédie de Diderot et d'Alembert (1752) a consacré un article aux techniques de la corseterie, montrant avec précision des patrons et modèles, constituant un témoignage remarquable sur cette époque.
Au XIXe siècle, avec la multiplication du nombre d'utilisatrices du corset (à peu près toutes les femmes en portent, même les travailleuses les plus modestes) et la Révolution industrielle qui permet la fabrication de baleines, buscs et œillets en acier, le métier, d'artisanal, devient industriel. En 1870, cette fabrication à la chaîne employait environ 4 000 corsetières sur la seule ville de Paris ; sur toute la France, environ 1,5 million de corsets étaient produits chaque année.
Après avoir pratiquement disparu depuis les années 1930, en même temps que les corsets faisaient place aux gaines élastiques, les corsetiers tendent à réapparaitre depuis une quinzaine d'années.

## Fabrication d'un corset
Un prototype de toile est tout d'abord réalisé sur un mannequin en bois. Ensuite, le patron est défini en fonction du prototype. Les courbes sont ajustées, la taille resserrée et la poitrine relevée. Le corset lui-même est ensuite réalisé par l'assemblage des pièces. Une toile rigide est assemblée au tissu, les baleines sont également montées. La couture se fait à la machine ou à la main.
Les corsets sont réalisés en tailles standards ou sur mesure si la cliente ne correspond pas aux tailles proposées.

## Corsetiers célèbres
- Claverie (enseigne)
- Hubert Barrère
- Féréol Dedieu
- Inès Gaches-Sarraute
- Mr Pearl
- What Katie Did (company) (en)
- Frederick's of Hollywood
- Triumph International, fondé par le corsetier Johann Gottfried Spiesshofer (en)
- Warner's devenu Warnaco Group (en)
- Berlei à l'origine Unique Corsets fondé en 1910 à Sydney (Australie)